# جايسون كارتر
جايسون كارتر (بالإنجليزية: Jason Carter)‏ (و. 1960 – م) هو ممثل، من المملكة المتحدة، ولد في لندن.

## التعليم
تعلم في أكاديمية لندن للموسيقى والفنون المسرحية.

## وصلات خارجية
- جايسون كارتر على موقع IMDb (الإنجليزية)
- جايسون كارتر على موقع ألو سيني (الفرنسية)
- جايسون كارتر على موقع أول موفي (الإنجليزية)
- جايسون كارتر على موقع إن إن دي بي (الإنجليزية)
- جايسون كارتر على موقع قاعدة بيانات الفيلم (الإنجليزية)
- جايسون كارتر على موقع كينوبويسك (الروسية)